# Christina Jørgensen
Christina Jørgensen er en dansk tidligere nøgenmodel, der har poseret i en række softcore erotiske medier omkring 2003-2005. Hun blev i 2005 kåret som Årets side 9-pige for 2004 af Ekstra Bladets læsere.